# Космос-1026
Космос-1026 — советский научно-исследовательский спутник, запущенный 2 июля 1978 с космодрома Байконур для изучения космических лучей.
Спутник «Космос-1026» был построен в ЦСКБ «Прогресс» и имел возвращаемую капсулу, в которой размещались научные приборы. Обработка и изучение полученных материалов производились после возвращения капсулы на Землю.

## Конструкция
«Космос-1026» был вторым, после «Интеркосмоса-6», и последним аппаратом типа 13КС «Энергия», созданным в куйбышевском ЦСКБ «Прогресс» для фундаментальных исследований в области астрофизики. Конструкция спутника включала спускаемый аппарат с научной аппаратурой и приборный отсек, в котором размещались служебные системы. Для схода с орбиты использовалась твёрдотопливная ТДУ. Энергоснабжение спутника осуществлялось от химических источников тока, обеспечивавших достаточное для выполнения программы время работы.

## Полезная нагрузка
В спускаемом аппарате размещался созданный специалистами ПНР, СССР и ЧССР прибор для изучения первичных космических лучей сверхвысоких энергий и их взаимодействия с веществом. В состав прибора входил блок из сотен слоёв безподложечной ядерной фотоэмульсии служивший мишенью, с которой происходило взаимодействие частиц, и одновременно регистратором частиц и событий взаимодействия. Под фотоэмульсионным блоком размещался ионизационный калориметр для анализа энергии частиц, вышедших из мишени. Перед фотоэмульсионным блоком был устанавлен управляющий работой прибора сцинтилляционный детектор, селектировавший попадающие в мишень частицы по направлениям, энергии и величине электрического заряда. Для регистрации возникающих при взаимодействии первичных ядер с мишенью вторичных частиц и электронно-фотонных ливней, в составе прибора имелись искровые камеры с фотографической фиксацией треков, сцинтилляционные детекторы, дополнительные детектирующие слои ядерной фотоэмульсии и рентгеновской фотоплёнки.

## Научная программа
Основными задачами полёта «Космоса-1026» были:
- изучение взаимодействия первичных космических частиц высоких энергией с ядрами фотоэмульсии;
- изучение химического состава высокоэнергичных ядер первичного космического излучения;
- изучение энергетического спектра частиц первичного космического излучения в области энергии более 1012 эВ;

Из-за ограничений по суммарной экспозиции ядерной спутник «Космос-1026» был запущен на низкую околоземную орбиту, ниже радиационных поясов Земли, чтобы уменьшить количество высокоэнергичных частиц, проходящих через эмульсионный блок. По этой же причине время выполнения эксперимента было определено в четверо суток.
Запуск «Космоса-1026» был произведён 2 июля 1978 года с космодрома «Байконур» ракетой-носителем «Союз-У» (11А511У), аппарат выведен на орбиту на орбиту с апогеем 261 км, перигеем 209 км и наклонением 51,8°. 6 июля 1978 года программа полёта была выполнена и спускаемый аппарат с фотоимпульсным прибором возвращён на Землю для обработки фотоэмульсии и дальнейшего изучения результатов эксперимента.